# Gloria Grahame
Gloria Grahame (28. listopadu 1923 – 5. října 1981) byla americká herečka, která se nejvíce proslavila v žánru film-noir během 40. a první poloviny 50. let.

## Život

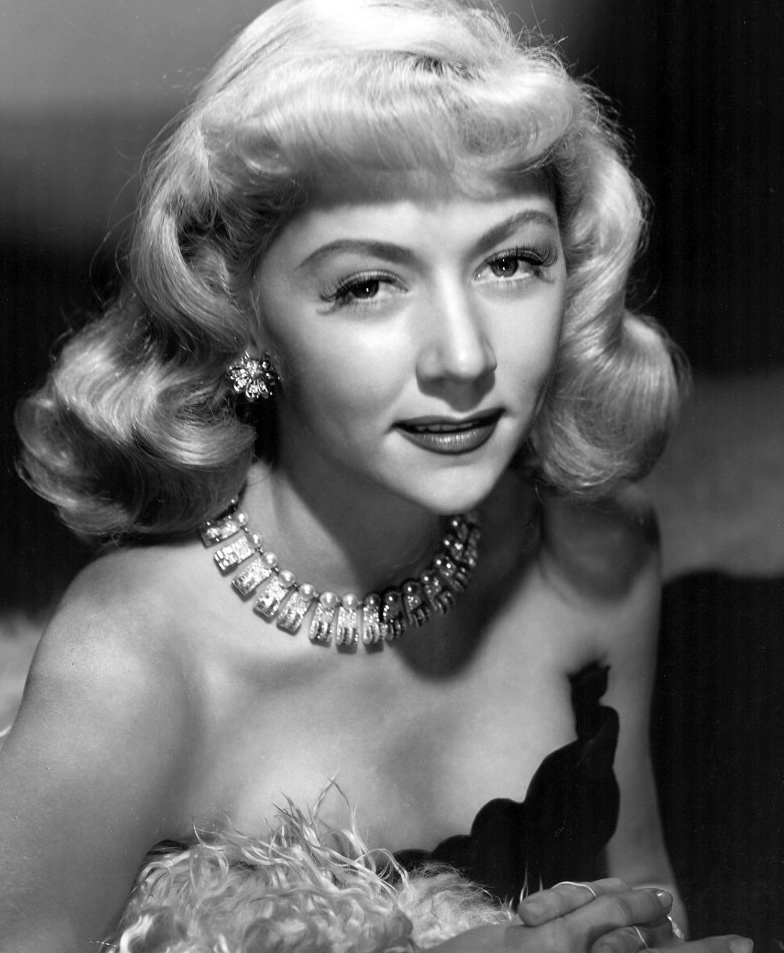
Gloria Grahame v roce 1947

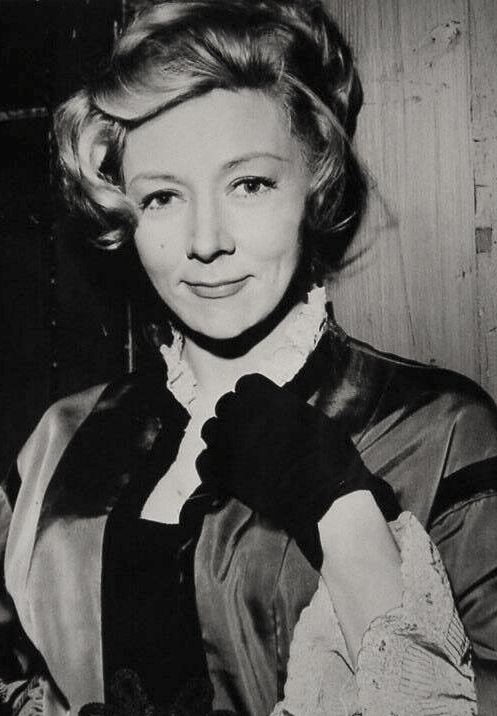
Gloria Grahame v roce 1965

### Mládí a kariéra
Narodila se 28. listopadu 1923 v Los Angeles jako dcera architekta Michaela Hallwarda a divadelní herečky Jean Grahamové. Její otec pocházel z Anglie a její matka měla skotské předky. Gloria měla také starší sestru Joy Hallwardovou. Již od mládí ji její matka učila herectví a před zahájením své herecké kariéry také navštěvovala střední školu Hollywood High School. Školu však opustila a začala vystupovat ve frašce Good Night, Ladies v Chicagském Blackstone Theatre (dnes již Merle Reskin Theatre). V roce 1943 však přešla na Broadway, kde 6. prosince debutovala ve hře The World's Full of Girls v divadle Royale Theatre (nyní Bernard B. Jacobs Theatre). Zde také upoutala pozornost producenta a šéfa studia Metro-Goldwyn-Mayer Louise B. Mayera, který jí hned nabídl smlouvu. Na Broadwayi však nadále zůstala a na jaře 1944 se objevovala i ve hře Highland Fling. Téhož roku debutovala také ve filmu Blonde Fever, kde se poprvé objevila pod svým novým uměleckým jménem Gloria Grahame (dosud vystupovala jako Gloria Hallwardová). 
Po komedii Without Love (1945) se Spencerem Tracym a Katharine Hepburnovou přišla její první oceňovaná vedlejší role ve fantasy dramatu Život je krásný (1946) s Jamesem Stewartem a Donnou Reedovou. Studio MGM však nevěřilo, že by se z ní mohla stát hvězda a v roce 1947 její smlouvu prodalo studiu RKO Pictures. Zde ji začali hojně obsazovat do nejrůznějších film-noirů, kde většinou hrála krásnou, neodolatelnou a životem poskvrněnou femme fatale. Mezi tyto její filmy patří například snímek Křížový výslech (1947), za který byla nominována na Oscara, A Woman's Secret (1949) s Melvynem Douglasem a Maureen O'Harovou či Na opuštěném místě (1950) s film-noirovou hvězdou Humphreym Bogartem. Za poslední snímek sklidila velkou kritickou chválu, ale i přesto se z filmu kasovní trhák nestal.  
Téhož roku také zažádala u vedení studia o poskytnutí rolí ve filmech Včera narození (1950) a Místo na výsluní (1951) u konkurenčních studií. Tehdejší šéf studia RKO Howard Hughes ji však odmítl a místo toho ji obsadil do dalšího film-noiru Macao (1952). Po dalším filmu s názvem Náhlý strach (1952) s Joan Crawfordovou v hlavní roli se blýskla v romantickém dramatu Město iluzí (1952) s Lanou Turner a Kirkem Douglasem v hlavních rolích. Přestože se ve filmu objevila jen na necelých 10 minut, za svůj herecký výkon získala Oscara za nejlepší vedlejší roli. Po dlouhou dobu poté rovněž držela rekord za nejkratší filmový výstup oceněný Oscarem (v roce 1976 ji překonala Beatrice Straightová s pětiminutovým výstupem v dramatu Televizní společnost). V roce 1952 si zahrála i v romantickém dramatu Největší představení na světě, které získalo pro změnu Oscara za nejlepší film.
I během 50. let zůstala převážně u film-noirů a mezi její další významné snímky z první poloviny dekády patří například The Glass Wall (1953), Velký zátah (1953), Lidská bestie (1954) či Naked Alibi (1954). S Frankem Sinatrou a Olivií de Havillandovou se blýskla také v dramatu Ne jako cizinec (1955), ale po westernovém muzikálu Oklahoma (1955) jí začala její filmová kariéra pomalu upadat. Tento úpadek souvisel převážně s nastupujícím koncem zlaté éry film-noirů. Díky tomu se také vrátila k divadlu, ale u filmu zůstala, a i nadále se objevovala v mnoha vedlejších rolích. Kromě filmů se prosadila i do tehdy začínajících televizních seriálů a zahrála si například ve sci-fi seriálu The Outer Limits (1964) či v krimi seriálu Uprchlík (1964).

### Osobní život
Gloria Grahame se vdala čtyřikrát a měla čtyři děti. Jejím prvním manželem se stal v srpnu 1945 herec Stanley Clements. Po třech letech se však rozvedli a jen den po rozvodu se vdala podruhé, za režiséra Nicholase Raye. V listopadu 1948 se jim narodil syn Timothy, ale brzy poté se jim začalo manželství rozpadat. Po několika rozchodech a následných usmířeních se v roce 1952 rozvedli. I jejím třetím manželem se stal režisér. Za Cy Howarda se provdala v srpnu 1954 a o dva roky později se jim narodila dcera Marianna Paulette. V roce 1957 se však Gloria po dalších třech rozchodech nechala rozvést.
Jejím čtvrtým manželem se stal její bývalý nevlastní syn Anthony Ray, jehož rodiči byli Gloriin bývalý manžel Nicholas Ray a jeho první manželka Jean Evansová. Gloria a Anthony se vzali v květnu 1960 v Tijuaně a později se jim narodili dva synové (Anthony Jr. a James). V roce 1962 se však pokusil její bývalý manžel Cy Howard získat jejich dceru Mariannu do své péče díky čemuž se Gloria nervově zhroutila. K zhroucení se také přidal i stres ze skandálu a její upadající kariéra. Kvůli tomu roce 1964 nakonec podstoupila elektrokonvulzivní terapii. Její poslední manželství však vydrželo nejdéle. S Anthonym se rozvedla až v květnu 1947, jen pár dní před jejich 14. výročím.
Na přelomu 70. a 80. let udržovala vztah s hercem Peterem Turnerem, který o jejich vztahu později napsal i knihu s názvem Film Stars Don't Die in Liverpool (~ Filmové hvězdy neumírají v Liverpoolu). Podle ní byl v roce 2017 také natočen stejnojmenný film.
V březnu 1974 byla Glorii diagnostikována rakovina prsu, ale pomocí ozařování, změnou jídelníčku i abstinencí se jí podařilo úspěšně zastavit její šíření. V roce 1980 se jí rakovina však vrátila, ale Gloria diagnóze nevěřila a dál pokračovala ve své divadelní kariéře. Pří vystupování v anglickém Lancasteru však onemocněla, ale po převezení do nemocnice zamítla lékařům provést okamžitou operaci. Dne 5. října 1981 byla nakonec převezena do nemocnice St. Vincent's Hospital na Manhattanu, kde po několika hodinách ve věku 57 let zemřela.

## Filmografie

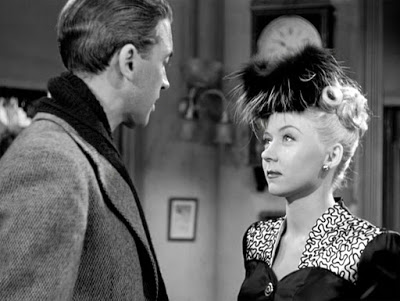
S Jamesem Stewartem ve filmu Život je krásný (1946)

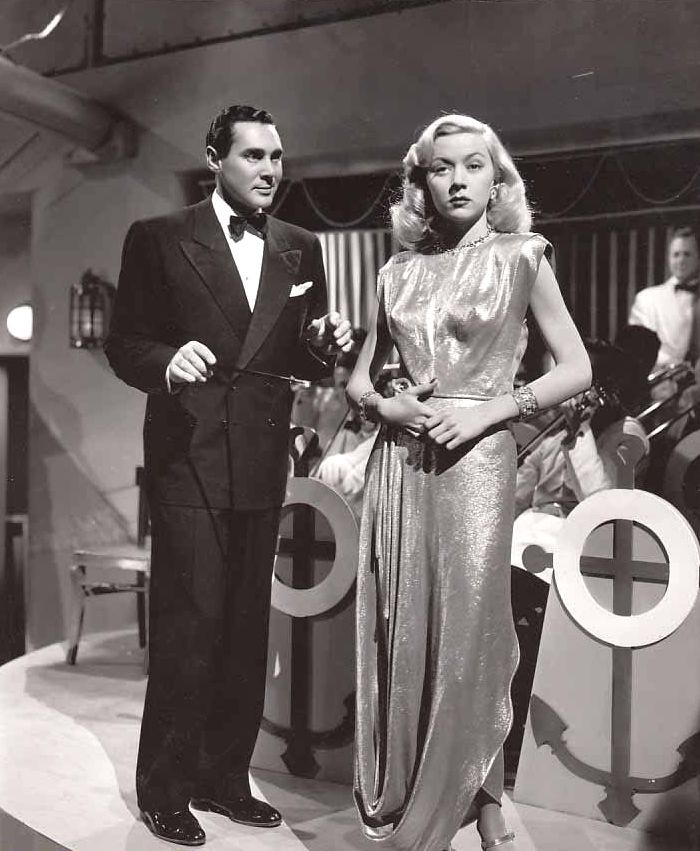
S Philipem Reedem ve filmu Song of the Thin Man (1947)

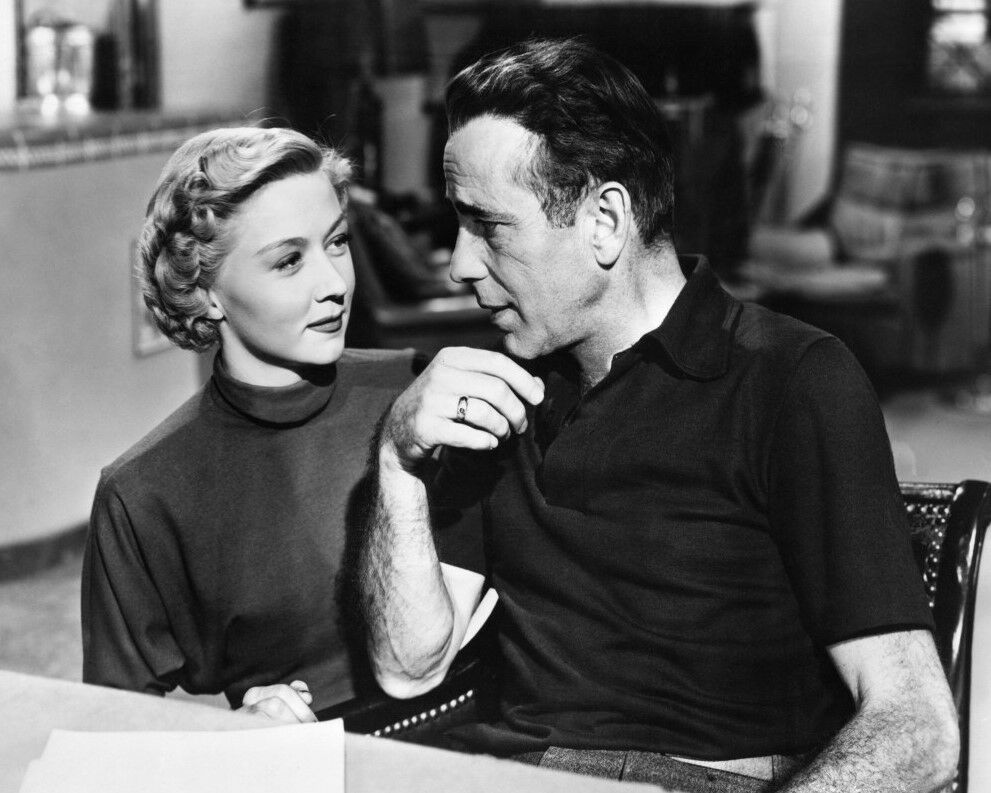
S Humphreym Bogartem ve filmu Na opuštěném místě (1950)

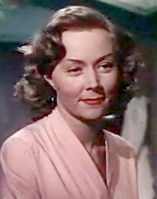
Gloria Grahame ve filmu Nejvězší představení na světě (1952)

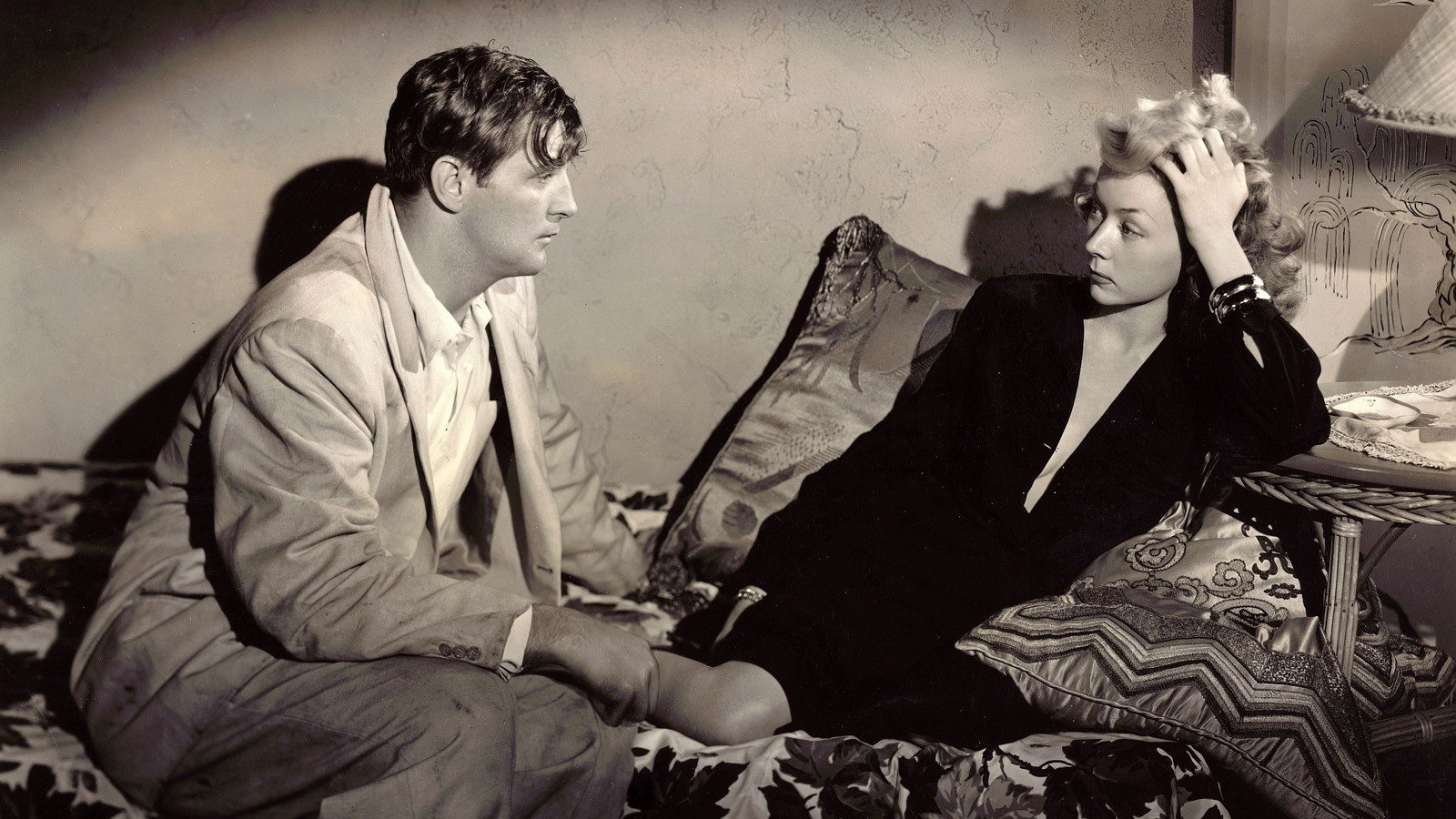
S Robertem Mitchumem ve filmu Macao (1952)

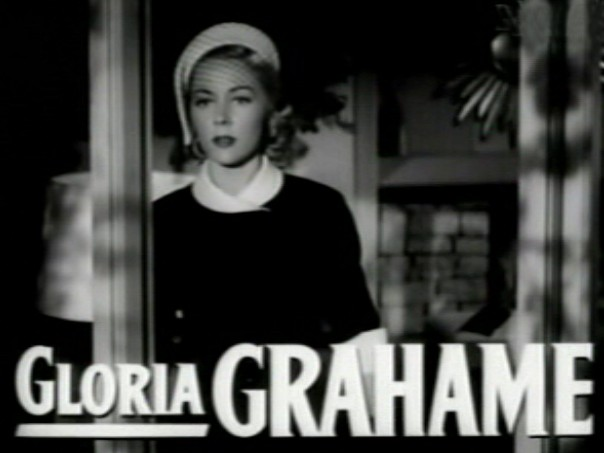
Gloria Grahame ve filmu Město iluzí (1952)

### Filmy
- 1944 Blonde Fever (režie Richard Whorf)
- 1945 Without Love (režie Harold S. Bucquet)
- 1946 Život je krásný (režie Frank Capra)
- 1947 It Happened in Brooklyn (režie Richard Whorf)
- 1947 Křížový výslech (režie Edward Dmytryk)
- 1947 Song of the Thin Man (režie Edward Buzzell)
- 1947 Merton of the Movies (režie Robert Alton)
- 1949 A Woman's Secret (režie Nicholas Ray)
- 1949 Roughshod (režie Mark Robson)
- 1950 Na opuštěném místě (režie Nicholas Ray)
- 1952 Největší představení na světě (režie Cecil B. DeMille)
- 1952 Macao (režie Josef von Sternberg a Nicholas Ray)
- 1952 Náhlý strach (režie David Miller)
- 1952 Město iluzí (režie Vincente Minnelli)
- 1953 The Glass Wall (režie Maxwell Shane)
- 1953 Muž na laně (režie Elia Kazan)
- 1953 Velký zátah (režie Fritz Lang)
- 1953 Prisoners of the Casbah (režie Richard L. Bare)
- 1954 The Good Die Young (režie Lewis Gilbert)
- 1954 Lidská bestie (režie Fritz Lang)
- 1954 Naked Alibi (režie Jerry Hopper)
- 1955 The Cobweb (režie Vincente Minnelli)
- 1955 Ne jako cizinec (režie Stanley Kramer)
- 1955 Oklahoma (režie Fred Zinnemann)
- 1956 The Man Who Never Was (režie Ronald Neame)
- 1957 Ride Out for Revenge (režie Bernard Girard)
- 1959 Zítřek nemá šanci (režie Robert Wise)
- 1966 Povznesen nad pomstu (režie Bernard McEveety)
- 1971 Blood and Lace (režie Philip S. Gilbert)
- 1971 The Todd Killings (režie Barry Shear)
- 1971 Chandler (režie Paul Magwood)
- 1972 The Loners (režie Sutton Roley)
- 1973 Tarots, detrás de las cartas el Diablo (režie José María Forqué)
- 1974 Mama's Dirty Girls (režie John Hayes)
- 1976 Dům hrůzy (režie Michael Pataki)
- 1979 Střemhlav (režie Joan Micklin Silver)
- 1979 A Nightingale Sang in Berkeley Square (režie Ralph Thomas)
- 1980 Melvin a Howard (režie Jonathan Demme)
- 1981 Pan Griffin a já (režie John Lindley)
- 1981 The Nesting (režie The Nesting)

### TV filmy
- 1971 Escape (režie John Llewellyn Moxey)
- 1971 Black Noon (režie Bernard L. Kowalski)
- 1974 The Girl on the Late, Late Show (režie Gary Nelson)
- 1978 The Dancing Princesses (režie Jon Scoffield)
- 1980 The Merry Wives of Windsor (režie Jack Manning)

### Krátkometrážní filmy
- 1944 My Heart Tells Me
- 1944 Polka Dot Polka

### Seriály
- 1961 General Electric Theater (1 epizoda, režie Herschel Daugherty)
- 1961 Harrigan and Son (1 epizoda)
- 1961 The New Breed (1 epizoda)
- 1962 Sam Benedict (1 epizoda, režie Lawrence Dobkin)
- 1964 Grindl (1 epizoda, režie Král Donovan)
- 1964 The Outer Limits (1 epizoda, režie Paul Stanley)
- 1964 The Fugitive (1 epizoda, režie Jerry Hopper)
- 1964–1965 Burke's Law (2 epizody, režie Jerry Hopper a Lewis Allen)
- 1967 Iron Horse (1 epizoda, režie Herbert Hirschman)
- 1969 Then Came Bronson (1 epizoda, režie Michael O'Herlihy)
- 1970 Daniel Boone (1 epizoda, režie Nathan Juran)
- 1970 The Name of the Game (1 epizoda, režie Herbert Kenwith)
- 1970 Mannix (1 epizoda, režie John Llewellyn Moxey)
- 1976 Rich Man, Poor Man (1 epizoda, režie David Greene)
- 1977 Seventh Avenue (2 epizody, režie Russ Mayberry a Richard Irving)
- 1977 Kojak (1 epizoda, režie Ernest Pintoff)
- 1980–1984 Tales of the Unexpected (2 epizody, režie Bert Salzman a Alan Gibson)